# 緑橋 (渡良瀬川)

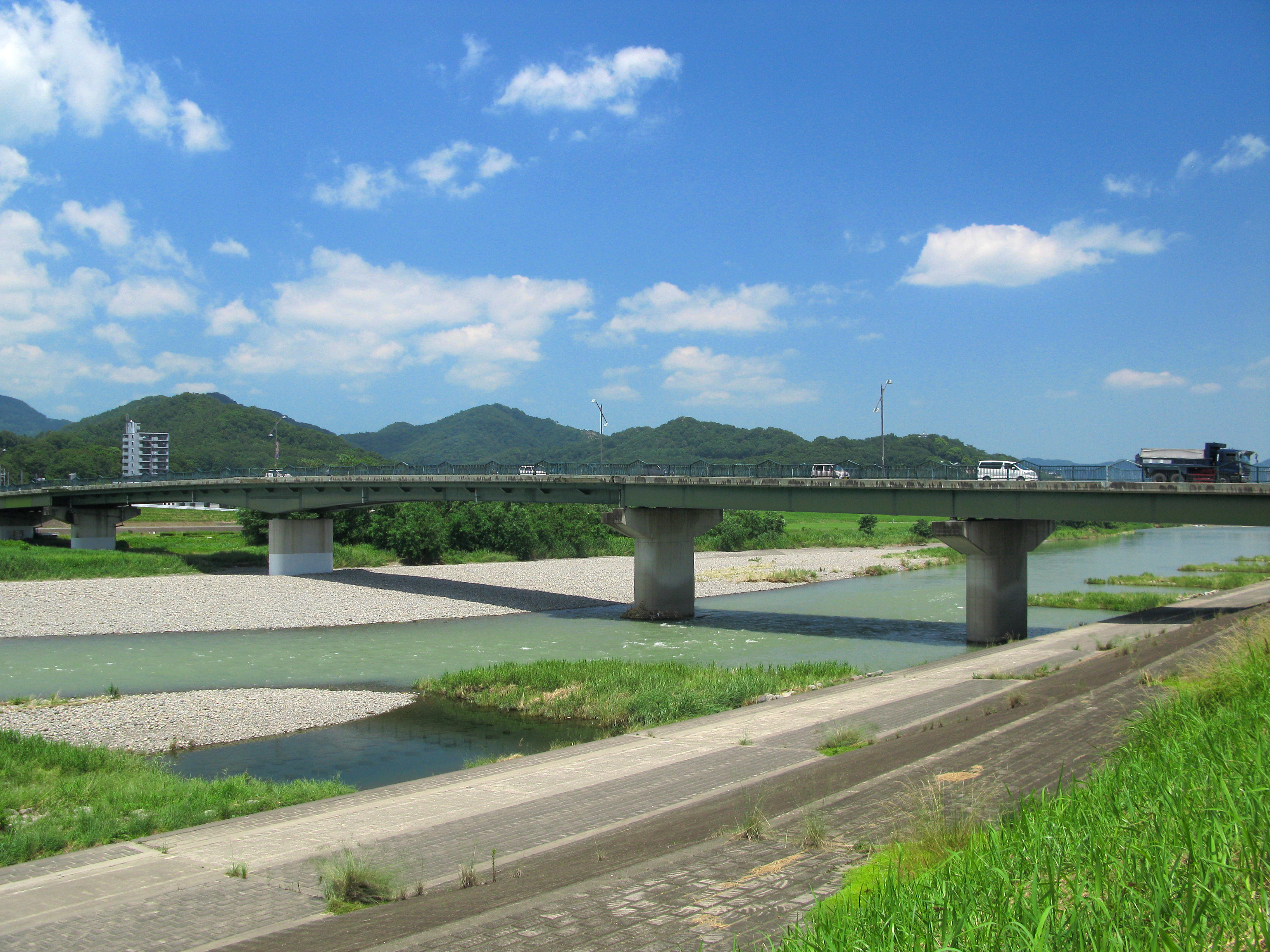
緑橋（2012年6月）

緑橋（みどりばし）は、栃木県足利市の渡良瀬川に架かる橋である。橋長263m、幅員11.5m。

## 概要
足利市緑町と同市借宿町を結んでおり、栃木県道40号足利環状線・栃木県道260号緑町山辺停車場線・栃木県道402号桐生足利藤岡自転車道線の一部となっている。
1991年（平成3年）に架設された。それ以前は低くて幅員が狭い木橋（自動車は通行できない）であり、風雨が強いときは橋の一部が何度か流されることがあった。

## 隣の橋
- 渡良瀬川
  - 鹿島橋 - 渡良瀬川橋 - 緑橋 - 渡良瀬橋 - 中橋